# Wjatscheslaw Nikolajewitsch Lycho
Wjatscheslaw Nikolajewitsch Lycho (russisch Вячеслав Николаевич Лыхо, engl. Transkription Vyacheslav Lykho; * 16. Januar 1967 in Michnewo, Oblast Moskau) ist ein ehemaliger russischer Kugelstoßer.
1987 wurde er, für die Sowjetunion startend, Neunter bei den Weltmeisterschaften in Rom. Bei den Europameisterschaften 1990 in Split belegte er den dritten Platz, wurde aber bei der Dopingkontrolle positiv auf Methamphetamin (Crystal Meth) getestet, disqualifiziert und für drei Monate gesperrt.
Seinen größten Erfolg feierte er, für das Vereinte Team startend, bei den Olympischen Spielen 1992 in Barcelona: Hinter den US-Amerikanern Mike Stulce und Jim Doehring, von dem ihn nur zwei Zentimeter trennten, gewann er Bronze. Erstmals gingen in einem olympischen Bewerb alle drei Medaillen an zuvor des Dopings überführte Sportler: Stulce und Doehring waren jeweils von 1990 bis 1992 wegen der Verwendung von Testosteron gesperrt.
Bei den Weltmeisterschaften 1997 in Athen startete er für Russland, schied aber in der Qualifikation aus.
1988 wurde er in der Halle und 1990 im Freien sowjetischer Meister. Russische Meistertitel errang er im Freien 1992 sowie 1997 und in der Halle 1996.
Wjatscheslaw Lycho ist 1,96 m groß und wog zu Wettkampfzeiten 120 kg. Er startete für Dynamo Moskau.

## Persönliche Bestleistungen
- Kugelstoßen: 21,20 m, 26. Juli 1987, Moskau
  - Halle: 21,16 m, 18. März 1990, Cosford (Shropshire)